# Піддубний Володимир Антонович
Піддубний Володимир Антонович (нар. 1 січня 1965, с. Тихий Хутір, Жашківський район, Черкаська область) — український науковець в галузі харчових технологій, доктор технічних наук.

## Біографія
Народився 1 січня 1965 року в селі Тихий Хутір Жашківського району Черкаської області.
У 1993 році закінчив Київський техноло-гічний інститут харчової промисловості за спеціальністю «Машини і апарати харчових виробництв», отримавши кваліфікацію інженера-механіка. 
Другу вищу освіту здобув у Київському інституті післядипломної освіти керівників і спеціалістів агропромислового комплексу, одержавши у 1997 році диплом економіста-бухгалтера. 
У 2003 році захистив кандидатську дисертацію на тему: «Розробка методів розрахунку і удосконалення обладнання систем виробництва солоду». Відтоді працював у Національному університеті харчових технологій на посадах наукового співробітника, старшого наукового співробітника проблемної науково-дослідної лабораторії НУХТ.
Дисертацію на здобуття наукового ступеня доктора технічних наук на тему: «Наукові основи і апаратурне оформлення перехідних процесів харчових і мікробіологічних виробництв» захистив 2008 року. З цього ж року працює на посадах головного наукового співробітника проблемної науково-дослідної лабораторії НУХТ та професора кафедри «Технічна механіка і пакувальна техніка» НУХТ. Напрям наукової діяльності — дослідження динаміки перехідних процесів тепло- та масообміну. 
У доробку Володимира Антоновича понад 270 наукових публікацій, серед них 12 підручників, навчальних посібників та монографій. Науковець є автором та співавтором 85 патентів України на винаходи.

## Нагороди
- Заслужений діяч науки і техніки України (20 серпня 2010) — за значний особистий внесок у соціально-економічний, науково-технічний і культурний розвиток Української держави, вагомі трудові досягнення, багаторічну сумлінну працю та з нагоди 19-ї річниці незалежності України[2]
- Державна премія України в галузі науки і техніки (16 травня 2013) — за роботу "Інноваційні технології підвищення ефективності харчових виробництв"[3]